# Dormitz
Dormitz er en by i Landkreises Forchheim i Regierungsbezirk Oberfranken i den tyske delstat Bayern. Den er administrationsby i Verwaltungsgemeinschaft Dormitz, som også kommunerne Kleinsendelbach og Hetzles er en del af.

## Geografi
Dormitz ligger omkring 10 kilometer øst for Erlangen og 15 kilometer nord for Nürnberg.
Ud over hovedbyen høre bebyggelsen Erleinhof til kommunen.
Nabokommuner er (med uret fra nord):

Neunkirchen am Brand, Kleinsendelbach, Kalchreuth, Uttenreuth